# Princeton University Press
La Princeton University Press è una casa editrice statunitense indipendente con forti legami con la Università di Princeton. Il suo scopo è diffondere la conoscenza nel mondo accademico e nella società.
Fu fondata da Whitney Darrow con il sostegno finanziario di Charles Scribner come tipografia al servizio della comunità di Princeton nel 1905. La sua caratteristica sede fu eretta nel 1911 sulla William Street di Princeton. Il suo primo libro fu una nuova edizione del 1912 di Lectures on Moral Philosophy di John Witherspoon.

## Premio Pulitzer e altri riconoscimenti
Sei libri, editi dalla Princeton University Press hanno vinto il Premio Pulitzer:
- Russia Leaves the War, di George F. Kennan (1957)[4]
- Banks and Politics in America From the Revolution to the Civil War di Bray Hammond (1958)[5]
- Between War and Peace, di Herbert Feis (1961)[6]
- Washington, Village and Capital di Constance McLaughlin Green (1963)[7]
- The Greenback Era, Irwin Unger (1965)[8]
- Machiavelli in Hell, Sebastian de Grazia (1989)[9]

Libri editi dalla Princeton University Press hanno anche ricevuto i riconoscimenti del Premio Bancroft, del Nautilus Book Award e del National Book Award.

## Papers projects
Progetti di documenti storici in più volumi sono stati intrapresi dalla casa editrice, tra i quali:
- La raccolta degli scritti di Albert Einstein
- Gli scritti di Henry David Thoreau
- I documenti di Woodrow Wilson (sessantanove volumi)
- I documenti di Thomas Jefferson
- Gli scritti di Kierkegaard

I documenti di Woodrow Wilson sono stati definiti «…uno dei grandi risultati dell'editoria in tutta la storia.»"

## Serie Bollingen
Le serie  Bollingen della Princeton University Press hanno avuto inizio nella Fondazione Bollingen, un progetto del 1943 del vecchiio ambito della Fondazione Paul Mellon. Dal 1945 la fondazione ha avuto un suo status indipendente, pubblicando e fornendo assistenza e borse di studio in molte discipline quali archeologia, poesia e psicologia. Le Serie Bollingen passarono all'Università nel 1969.

## Altre serie
- Serie PRINCETON MATH negli Annali di Studi Matematici (Phillip A. Griffiths, John N. Mather e Elias M. Stein, curatori)
- Serie Princeton s in Astrofisica (David N. Spergel, curatore)
- Serie Princeton in Complessità (Simon A. Levin e Steven Strogatz, curatori)
- Serie Princeton nella Biologia Evolutiva (H. Allen Orr, curatore)
- Serie Princeton nell'Economia Internazionale (Gene M. Grossman, curatore)

## Titoli scelti
- The Whites of Their Eyes: The Tea Party's Revolution and the Battle over American History, di Jill Lepore (2010)
- The Meaning of Relativity di Albert Einstein (1922)
- Atomic Energy for Military Purposes di Henry DeWolf Smyth (1945)
- How to Solve It di George Polya (1945)
- The Open Society and Its Enemies (La società aperta e i suoi nemici) di Karl Popper (1945)
- The Hero With a Thousand Faces di Joseph Campbell (1949)
- La traduzione del sinologo  Richard Wilhelm/Baynes del Libro dei Mutamenti (I Ching) Bollingen Series XIX.  Primo copyright nel 1950, 27º ristampa nel 1997.
- Anatomy of Criticism di Northrop Frye (1957)
- Philosophy and the Mirror of Nature di Richard Rorty (1979)
- QED: The Strange Theory of Light and Matter di Richard Feynman (1985)
- The Great Contraction 1929-1933 di Milton Friedman e Anna Jacobson Schwartz (1963) con una nuova Introduzione di Peter L. Bernstein (2008)
- Military Power: Explaining Victory and Defeat in Modern Battle di Stephen Biddle (2004)